# Alison Balsom

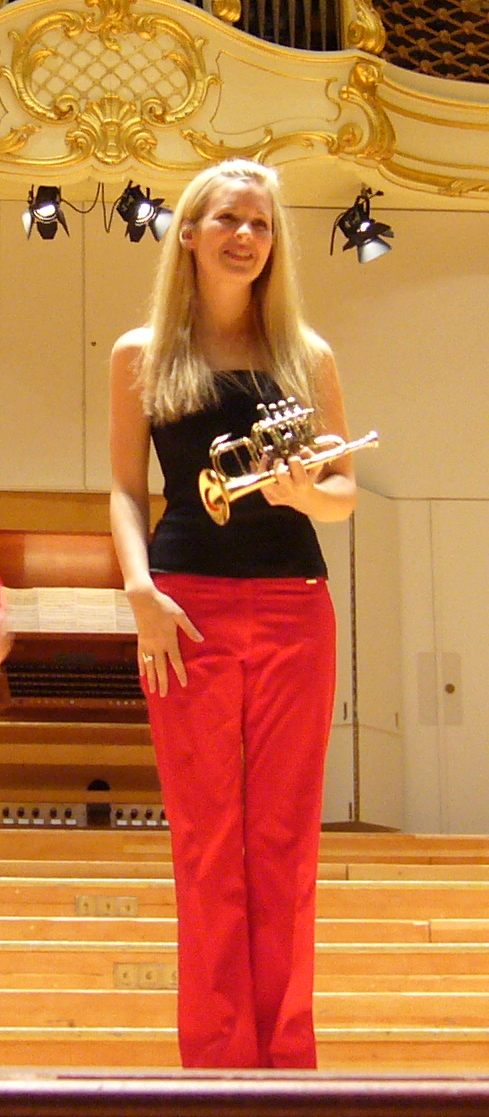
Alison Balsom beim Rezital in Hamburg, 2006

Alison Louise Balsom OBE (* 7. Oktober 1978 in Royston, Grafschaft Hertfordshire) ist eine englische Trompeterin.

## Leben und Wirken
Balsom studierte unter anderem in London bei John Miller an der Guildhall School of Music Junior Department, in Paris am Conservatoire de Paris, wo sie 2001 mit der höchsten Auszeichnung abschloss, sowie bei Håkan Hardenberger. Sie hat zahlreiche Trompetenwettbewerbe gewonnen. International bekannt wurde sie 2002 mit dem Debütalbum Music for Trumpet and Organ. Im Jahr 2006 erhielt ihr Album Caprice den Titel „Solo CD of the Year 2006“ des Magazins Brass Band World. Im selben Jahr wurde Alison Balsom als Gastprofessorin für Trompete an die Guildhall School of Music and Drama berufen.
2009 war Alison Balsom Solistin bei der Last Night of the Proms, wo sie unter anderem das Trompetenkonzert in Es-Dur von Joseph Haydn spielte.
In den Jahren 2009 bis 2011 lebte sie mit dem britischen Dirigenten Edward Gardner zusammen. Die beiden haben einen Sohn, Charlie, der im Frühjahr 2010 geboren wurde.
Sie schafft sich ihr eigenes Repertoire sowohl als Arrangeurin als auch als Auftraggeberin und Widmungsträgerin für zeitgenössische Trompetenkonzerte. So brachte sie 2011 das ihr gewidmete Trompetenkonzert Seraph des schottischen Komponisten James MacMillan zur Uraufführung und veröffentlichte die Ersteinspielung im selben Jahr auf dem gleichnamigen Album. 2012 folgte ihr Album Kings & Queens, für das sie Werke von Händel und Purcell auf der Naturtrompete eingespielt hat.
Ihr Album Paris entstand in Zusammenarbeit mit dem Trompeter und Bandleader Guy Barker und brachte Arrangements französischer Klassiker und Chansons von Satie bis Legrand, von Ravel bis Messiaen. Im November 2016 erschien ihr Album Jubilo, aufgenommen mit der Academy of Ancient Music und dem Choir of King’s College mit Werken von Fasch, Bach, Torelli und Corelli.
Neben ihrer regen Konzert- und Aufnahmetätigkeit engagiert sich Alison Balsom auch für verschiedene Wohltätigkeitsprojekte, so „Brass for Africa“, das afrikanischen Kindern und Jugendlichen durch Musizieren neues Selbstbewusstsein und Hoffnung geben soll.
Seit 2017 ist sie mit dem Regisseur Sam Mendes verheiratet.
2018 und 2019 war Balsom künstlerische Leiterin des Cheltenham-Musikfestivals.

## Diskografie
- Baroque Concertos – Alison Balsom (Plg Classics, 2024)
- Royal Fireworks  – Alison Balsom, Balsom Ensemble (Warner Classics, 2019)
- Jubilo – Alison Balsom, Academy of Ancient Music, The Choir of King’s College Cambridge (Warner Classics, 2016)
- Paris – Alison Balsom, The Guy Barker Orchestra (Warner Classics, 2014)
- The Sound of Alison Balsom (Warner Classics, 2013)
- Kings & Queens – Alison Balsom, Trevor Pinnock, The English Concert (EMI, 2012)
- Seraph: Trumpet Concertos – Alison Balsom, BBC Scottish Symphony Orchestra, Scottish Ensemble (EMI, 2012)
- Italian Concertos – Alison Balsom, Scottish Ensemble (EMI, 2010)
- Haydn·Hummel·Neruda·Torelli: Trumpet Concertos – Alison Balsom, Die Deutsche Kammerphilharmonie Bremen (EMI, 2008)
- Caprice – Alison Balsom, Gothenburg Symphony Orchestra, Edward Gardner (EMI 2007)
- Bach: Works For Trumpet – Alison Balsom (EMI, 2006)
- The Fam’d Italian Masters – Christian Steele-Perkins, Alison Balsom, The Parley Of Instruments (Hyperion, 2003)
- Music For Trumpet And Organ – Alison Balsom, Quentin Thomas (EMI, 2002)

## Auszeichnungen
- 2006: Classical BRIT Awards „Best Young Performer“ (Beste Nachwuchskünstlerin)
- 2007: Deutscher Musikpreis Echo Klassik für die „Nachwuchskünstlerin des Jahres“
- 2009: Classical BRIT Awards „Female Artist of the Year“ (Weiblicher Künstler des Jahres)
- 2011: Classical BRIT Awards „Female Artist of the Year“ (Weiblicher Künstler des Jahres)
- 2012: Echo Klassik in der Sparte „Instrumentalistin des Jahres (Trompete)“ für ihr Album Seraph. Trompetenkonzerte[4]
- 2013: Gramophone „Artist of the Year“
- 2016: Order of the British Empire[5]